# Uncle Tom's Cabin (film fra 1918)
Uncle Tom's Cabin er en amerikansk stumfilm fra 1918 af J. Searle Dawley.

## Medvirkende
- Marguerite Clark - Eva
- Sam Hardy - Simon Legree
- Jack W. Johnston - Haley
- Florence Carpenter - Eliza Harris
- Frank Losee - Uncle Tom